# Deere & Company
Deere & Company (търговско наименование John Deere, произнася се Джон Диър) e американска компания за производство на селскостопанска механизация – трактори, багери, специализирани машини, комбайни, редосеялки, прикачен инвентар и др., основана от Джон Диър през 1886 г. Тя е сред най-големите производители от този бранш в света.
Deere & Company е листвана на Нюйоркската фондова борса под символа DE. Слоганът на компанията е "Nothing Runs Like a Deere" („Нищо не работи като Deere“), а логото ѝ е скачащ елен, придружен с думите "JOHN DEERE". Повече от 155 години компанията използва различни лога, всички включващи скачащ елен. Седалището ѝ е в Молийн, Илинойс.
Компанията е класирана под номер 84 в списъка Fortune 500 за 2022 г. на най-големите корпорации в Съединените щати.

## Джон Диър и неговата ковачница
Историята на ковача Джон Диър и едноименната компания започва през XIX век и е тясно преплетена с колонизацията на американския Среден запад – голямо предизвикателство, даващо на новите заселници големи възможности и откриващо им перспективи за нормален живот.
През 1825 г. Джон започва работа като помощник-майстор в ковачница и скоро след това печели уважение благодарение на изкусната си работа и старание. По онова време най-често в ковачниците се изработвали вили и лопати.
Икономическата криза силно повлиява на условията за бизнес във Върмонт. За младия и амбициозен младеж картината била изрисувана с мрачни краски. Много от хората, които обработвали селскостопански земи във Върмонт, емигрирали в посока западните щати.
Историите за необятните възможности в другите щати обземат и Джон. Той взима решение да се пресели на запад, оставяйки собствения си бизнес, взимайки със себе си инструментите и малкото пари в наличност, които притежавал. След няколкоседмично пътуване Диър достига до малък град в щат Илинойс, основан от преселници от Върмонт. За негов късмет в града има спешна нужда от ковач и той отваря нова ковачница, само два дни след като пристига.
Предстояло му много и тежка работа – изработка на подкови за конете и едрия рогат добитък, ремонт на плугове и друг селскостопански инвентар на местните фермери. Именно от фермерите Джон разбира за трудностите, които изпитвали при обработката на меката почва на прерията, и как тя налепва по плуговете, които използвали, как трябвало да спират през няколко метра, за да ги почистват.
Плуговете, които заселниците донесли със себе си от източните щати, били предназначени за обработка на рохкави и песъчливи почви. Обработката на почвата ставала бавно и трудоемко, уморявайки хора и животни, което започнало да кара хората да се замислят за ново преселение в други щати.
Джон Диър започнал щателно да изучава проблема и достигнал до извода, че правилната форма на металната част на плуга, наречена лемеж, трябва да е извита, така че обръщаната от плуга почва да почиства полепналата пръст. Въз основа на тези му заключения, през 1837 г. Диър създава така наречения „стоманен самопочистващ се плуг“ с уникална конструкция, който преминава полеви изпитания.
Този плуг става и първата селскостопанска техника, изработена по поръчка на клиентите.

## Създаване и развиване
За около 10 г. от създаването на легендарния плуг до 1848 г. Джон Диър произвежда за нуждите на фермерите повече от 1000 броя на година. Принципът, от който той се водел при управлението на бизнеса и който остава непроменен и до днес, бил: „Никога не поставям името си на продукт, който не е най-доброто, което мога да дам.“ По-късно партньор на Диър изразява недоволство от непрекъснатите модификации на плуговете от страна на Джон, съмнявайки се, че фермерите ще пожелаят да ги сменяват толкова често. Отговорът на Диър бил: „Фермерите не са длъжни да купуват плуговете, които правим. Но ако ги произведе някой друг преди нас, то ние ще загубим бизнеса.“
През 1868 г. Джон Диър регистрира предприятието си като корпорация. През 1869 г. назначава своя син Чарлз Диър за вицепрезидент, а малко по-късно – за президент на компанията.
Чарлз Диър бил добър бизнесмен, основава филиали на компанията и сключва договори с независими дилъри за продажба на селскостопанска техника. Към 1907 г. корпорацията вече произвежда няколко модела плугове, редосеялки, култиватори и друга техника. По време на третия президент на Deere & Company компанията придобива 6 независими производителя на селскостопанска техника, правейки възможно производството на почти цялата гама селскостопанска механизация, произвеждана в тези години.

## Разширяване на бизнеса
През 1918 г. компанията закупува завод за производство на трактори в гр. Ватерло, щата Айова.
В началото на 1928 г. управлението на компанията поема внукът на Джон – Чарлз Диър Вайман. Във времена, в които селското стопанство в САЩ се развивало с бурни темпове, решението на новия управляващ компанията за достигане на инженерно и технологично съвършенство на произвежданата продукция довело до голям успех, развитие и разширяване на Deere & Company. Въпреки Голямата депресия в САЩ през 1930-те години компанията достига оборот от 100 млн. долара за първи път през 1937 г.
По време на Втората световна война компанията продължава да подобрява своята продукция, което им дава добри позиции на следвоенния пазар. Скоро след смъртта на Чарлз Диър Вайман компанията влиза в списъка на 100-те най-големи компании в САЩ.
През 1955 г. управляващ директор на компанията става Уилям Хюит, който я ръководи почти 30 г. до 1982 г. Неговото управление се характеризира с невероятния възход на компанията, производствените и маркетингови операции се развиват не само в САЩ, но и на глобалния пазар. Deere & Company става лидер на пазара за селскостопанско оборудване, измежду най-големите производители на строителна и дървообработваща техника.
След Уилям Хюит начело на Deere & Company застава Робърт Хенсън, който работи в период на сложна икономическа ситуация и остра конкурентна борба. Под негово ръководство компанията достига рекордни продажби.
През 1990 г. Ханс Бечерер става председател на Съвета на директорите. Той продължава да развива международните операции на компанията. Под неговото ръководство компанията 6 пъти достига рекордни показатели. През август 2000 г. той се пенсионира.
За председател на Съвета на директорите е избран неговият наследник – Робърт В. Лайн, човек с огромен опит в компанията, включващ ръководството на най-голямото ѝ подразделение – за селскостопанска механизация, а по-късно и нейната кредитна организация.

## Галерия
- Трактор „John Deere 6320“
- Комбайн „John Deere 9410“
- Сеялка „John_Deere 750А“
- Дизелов трактор „John Deere“ 4010 (1960 – 1963)
- Трактор „John Deere 4400“
- Машина за товарене на дървени трупи, Финландия
- Събирач на шума „John Deere F1145“
- Трактор „John_Deere 3640“